# 야타베정
야타베정(谷田部町)은 이바라키현 남서부, 쓰쿠바군에 있던 정이다. 
도쿠가와 시대에는 구마모토 호소카와 씨의 분가가 다스리는 다니타베 번의 정이였다.
1987년 11월 30일에 쓰쿠바군 도요사토정, 오호정, 니하리군, 사쿠라촌과 합병해 쓰쿠바시가 되어 소멸하였다. 구 다니타베 동사무소는 쓰쿠바 시청 다니타베 청사가 되었지만, 2010년 5월 6일에 가리마에 쓰쿠바 시청 신청사가 완성될 때까지는 대외적으로 '쓰쿠바 시청'으로 삼고 있었다

## 지리
사쿠라깅 저지대와 고가이가와 저지대에 낀 쓰쿠바 대지의 남부에 위치하며, 정역은 거의 고저차가 없는 평탄한 지형을 하고 있다

## 역사
- 1955년 3월 31일 - 쓰쿠바군 야타베정, 가쓰라기촌, 시마나촌, 오노가와촌 및 마세촌 일부를 합병해 새로운 야타베정이 성립하였다.
- 1987년 11월 30일 - 쓰쿠바군 가쓰라기촌, 시마나촌, 오노가와촌, 니하리군 사쿠라촌과 합병해 쓰쿠바시가 되어 소멸하였다.

## 교통

### 도로
- 고속도로
  - 조반 자동차도
- 일반국도
  -     - 국도 제408호선